# Xã Franklin, Quận Carbon, Pennsylvania
Xã Franklin (tiếng Anh: Franklin Township) là một xã thuộc quận Carbon, tiểu bang Pennsylvania, Hoa Kỳ. Năm 2010, dân số của xã này là 4.262 người.